# Jacques Mercier (chanteur)
Pour les articles homonymes, voir Jacques Mercier et Mercier.
Jacques Mercier, né en 1946, est un chanteur et un musicien français.

## Biographie
À 14 ans, ses parents lui offrent une guitare sèche. Il commence sa carrière à 17 ans avec le groupe Les Zgorl's puis participe ensuite à huit autres groupes dont les Turnips et les Rockers qui se produiront en première partie de Tom Jones et de Donovan.
En 1967 il rejoint les Jelly Roll (ex Piteuls et futurs Il était une fois) avec lesquels il enregistrera en 1968 trois 45 tours contenant entre autres une adaptation en français de Try a little tenderness d'Otis Redding et une reprise en anglais de Nights in white satin des Moody Blues
En 1969, il fonde le groupe Dynastie Crisis avec lequel il accompagnera Michel Polnareff à l'Olympia en 1972-1973 et en tournée au Japon. Après plusieurs disques et quelques bons succès d'estime (Faust72 et Vivre libre), le groupe se sépare en 1974 et Jacques Mercier continue sa carrière de choriste avec diverses vedettes des années 70. En 1976, à l'occasion du bicentenaire de l'indépendance des États-Unis, il reprend l'air traditionnel américain Oh! Susanna et le chante dans l'émission anglaise de la BBC Top of the Pops.
En 1979 il publie l'album MEKS avec Gilbert Einaudi et deux ex Jelly Roll, Henri Séré et Serge Koolenn.
Dans les années 1980, il travaille à la composition de jingles publicitaires pour de grandes marques. Il collabore à cette occasion avec Richard Gotainer. À l'été 1981, il participe à l'enregistrement de l'album anniversaire qui célèbre les 20 ans de la grande époque des Chats Sauvages avec Dick Rivers au Château d'Hérouville en Vexin et y enregistre son propre album solo, Captain Mercier, mercenaire du rock, nom qu'il reprendra en 1989 pour la création du groupe de soul et de rhythm and blues avec lequel il se produit depuis.

## Discographie

### Les Jelly Roll
- Musiciens : Serge Koolenn, Richard Dewitte, Henri Séré, Jacques Mercier, Christian Burguière
- Je travaille à la caisse (Try A Little Tenderness) (Harry Woods, James Campbell, Reginald Connelly, Richard Dewitte) / Sans toi (With Me Tonight) (Brian Wilson, Richard Dewitte) 45 tours Polydor 66 606 (1968)
- Ces maudits personnages (Guy Skornik) / Les Vérités de la police (1941) (Harry Nilsson, Richard Dewitte) 45 tours Polydor 66 634 (1968)
- Io lo chiamo amore (Marcello Marrocchi, Mimma Gaspari) / Nights in White Satin (Peter Knight, Justin Hayward) 45 tours Ariston AR/0258 (1968)

### Dynastie Crisis
- Musiciens : Jacques Mercier, Philippe Lhommet, Jacky Chalard, Geza Fenzl, Marcel Engel

### Boldjack
- The reason why (Jacques Mercier - Peter Morris) / You missed your plane (Jacques Mercier - Peter Morris) 45 tours WEA/Dasora 711205 (1974)
- I'm a freedom man (J'ai brisé la chaine) (Jacques Mercier - Peter Morris) / I Couldn't (Jacques Mercier - Peter Morris) 45 tours Lollipop Records 6198 099 (1976)

### Jacques Mercier
- Marie toi pour qu'il ait un père (Yves Dessca - Jacques Mercier) / Gris (Yves Dessca - Jacques Mercier) 45 tours Polydor 2056 436 (1975)

### 1776
- Musiciens : Jacques Mercier, Henri Séré, Philippe Lhommet, Gilbert Einaudi, Marc Perru
- Oh Suzanna (Traditionnel) / You (Ivy Joe Hunter - Jack Alan Goga - Jeffrey Bowen) 45 tours Barclay 620 199 (1976)

### Abraham Bogart Band
- Chanteurs : Freddy Meyer, Jacques Mercier
- Ain't No Mountain High Enough (Nicholas Ashford - Valerie Simpson) / Dance (Dance, Dance) (Freddy Meyer - Philippe Lhommet) CBS 5386 (1977)

### M.E.K.S.
- Musiciens : Serge Koolenn, Henri Séré, Jacques Mercier, Gilbert Einaudi, Henri Boutin
- Si on recommençait ? : Je travaille à la caisse (Harry Woods - James Campbell - Reginald Connelly - Richard Dewitte) / La Cornemuse (Hubert Ithier - Henri Boutin - Gilbert Einaudi) / Litanies (Michel Renard - Philippe Lhommet) / Voilà qu'il pleut (Serge Koolenn - Richard Dewitte) / Si on recommençait ? (Henri Séré - Gilbert Einaudi - Serge Koolenn) / La Vie belle (Serge Koolenn - Jacques Mercier) / Jane (Jean Allouis - Henri Séré) / Pour les filles que l'on a aimées/Travelling Love (Jean Allouis - Gilbert Einaudi) / Loin de chez moi (Serge Koolenn - Jacques Mercier) / Doux oiseaux de jeunesse revisités (Jean Allouis - Henri Séré) 33 tours EMI/Pathé – 2C 070-14.679 (1978)
- Loin de chez moi (Serge Koolenn - Jacques Mercier) / La Vie belle (Serge Koolenn - Jacques Mercier) 45 tours EMI/Pathé – 2C 008-14.717 (1979)

### Virginia Truckee
- Musiciens : Jean-Louis Mongin, Marc Bozonnet, Henri Séré, Jacques Mercier, Alain Weiss, Dany Vriet, Jean-Marc Deutère, Gilbert Einaudi
- Virginia Truckee : Y'a pas l'temps (Henri Séré - Jacques Mercier) / Photo fanée (Jean-Louis Mongin) / Vas-y cow-boy (Long Chris - Paul Davis) / Virginia Truckee (Marc Bozonnet) / Histoire à dormir couché (Henri Séré) / Bye bye, fini, terminé (Jean-Louis Mongin - Marc Bozonnet) / Comme de l'eau (Michel Mallory - Marc Bozonnet) / L'affiche déchirée (Jean-Louis Mongin) / Le voleur de chevaux (Jean Allouis - Henri Séré) / Neige sur la rivière (Serge Koolenn - Jacques Mercier) / Tu m'avais dit (Henri Séré) 33 tours Rockhouse Records/Carrère CA 641 67495 (1981)

### Captain Mercier # 1
- Musiciens : Jacques Mercier, Basile Leroux, Philippe Lhommet, Henri Séré, Christophe Deschamps, Michel Gaucher, Gilbert Einaudi
- Parking (HLM Roméo) (J. Mercier - H. Séré - P. Lhommet) / Got to dance  (J. Mercier - H. Séré - P. Lhommet) / Ne me laisse pas tomber  (J. Mercier - H. Séré - P. Lhommet) / La cavale (J. Mercier - H. Séré - P. Lhommet) / La voilà ma vie (S. Koolenn - P. Lhommet) / Juste une petite fois  (J. Mercier - H. Séré - P. Lhommet) / Les coups de pieds reçus (J. Mercier - H. Séré - P. Lhommet) / Tu cours, tu cours (J. Mercier - H. Séré - P. Lhommet) / Les murs (J. Mercier - H. Séré - P. Lhommet) 33 tours Polydor (1981)
- Etre Heureux c'est ce qu'on veut (Don't Worry, Be Happy) Gravure digitale (Bobby McFerrin - Philippe Abitbol) / Etre Heureux c'est ce qu'on veut (Don't Worry, Be Happy) Gravure analogique (Bobby McFerrin - Philippe Abitbol) Jacques Mercier : chant et "instruments" ("joués" avec la bouche) 45 tours Anya 112143 (1989)

### 5 & 21
- Baby runaway (Amy Cohen - Philippe Lhommet) / It's woodoo (Amy Cohen - Philippe Lhommet - Jacques Mercier) 45 tours Ariola 105.711 (1984)
- Baby runaway (Version longue) (Amy Cohen - Philippe Lhommet) / It's woodoo (Amy Cohen - Philippe Lhommet - Jacques Mercier) Maxi 45 tours Ariola 601116 (1984)

### Victoria
- Ready to dance (Van der Auwera - Benten - Nebel) / Move to the groove (Jacques Mercier) 45 tours Victoria/RCA PB 40269 (1985)
- Ready to dance (Version longue) (Van der Auwera - Benten - Nebel) / Move to the groove (Jacques Mercier) Maxi 45 tours Europa Records V.R.P. MAXI-01 (1985)
- Spanish Love (Philippe Lhommet - Jacques Mercier) / Oh ! No (Philippe Lhommet - Jacques Mercier) 45 tours Victoria Records 001S.VRP (1986)

### Positif-Group
- Chanteurs : Jacques Mercier, LIliane Davis; Musiciens : Michel Gaucher, Éric Giausserand
- Synergie (Pierre Lafitan - Georges Granier) / Synergie - version instrumentale (Georges Granier) 45 tours Bahamas Records BRS 340 F00 13 (1988)

### XXL
- Musiciens : François Bernheim, Slim Batteux, Jacques Mercier, Manu Galvin, Jean-Yves Lozac'h, Denys Lable, Jean-Luc Degioanni, Maryline Bollier
- Cette Bouteille la (Pierre Delanoë - F. Bernheim) / La P'tite Lise (Frank Thomas - F Bernheim) / East Harlem (Philippe Sizaire – S. Batteux) / Ballade Pour Une P'tite Conne (Pierre-André Dousset - F. Bernheim) / Le Spécimen de l'espece Humaine (Élisabeth Depardieu - F. Bernheim) / Marie (F. Thomas - F. Bernheim) / Tendre Chanson Sur l'amour (F. Thomas - F. Bernheim) / La Princesse Kim (Jean-Pierre Lang - F. Bernheim) / Les Infidèles (P.A Dousset - F. Bernheim) / L'Amour à l'aise (P. Delanoë - F. Bernheim) CD EMI 798799 2 (1992)

### Coketale
- Musiciens : Jacques Mercier, Laurent Cokelaere, Manu Galvin, Philippe Drouillard, Jérôme Guéguen, Christophe Nègre, Fabien Haimovici; Invités : Loïc Pontieux, Kirt Rust, Denis Benarrosh, Manu Lacordaire, Klaus Blasquiz, Michel Gaucher, Claudia Phillips, Marine Bercot, Elisabeth Gilly, Luc Bertin, Slim Batteux
- Mama Rade Gumbo : Je retourne en Louisiana (Traditionnel) / Mama Rade Gumbo (Bill Payne - Paul Barrere - Martin Kibee - Sam Clayton - Kenny Gradney - Neon Park - Jacques Mercier) / Un grand jaloux (Robert Guidry - Jacques Mercier) / Vide ton sac (Paul Barrere - Jacques Mercier - Laurent Cokelaere) / Jaloux encore ! (Jacques Mercier) / Front page blues (Laurent Cokelaere) / Honky tonky gris-gris (Dr. John - Jacques Mercier) / Jimi’s jam (Philippe Drouillard) / La p’tite chose (Chris Kenner - Laurent Cokelaere) / Pas de sardines ni de gigot (Paul Barrere - Gil Fuller - Laurent Cokelaere) / West street blues (Laurent Cokelaere) / Jimi’s jam # 2 (Philippe Drouillard) / Si tu me dis (Gordon Edwards - Richard Tee - Laurent Cokelaere) / C’est elle, ma poupée (Bill Payne - Paul Barrere - Sam Clayton - Jacques Mercier) / Seven up (Laurent Cokelaere - Loïc Pontieux) / Black Out Jack (Jacques Mercier) CD FCZ/EMI 834039 2 (1995)
- Musiciens : Jacques Mercier, Laurent Cokelaere, Philippe Drouillard, Arnaud Dunoyer de Segonzac, Jérôme Guéguen, Christophe Nègre, Fabien Haimovici; Invités : Nicolas Montazaud, Denis Benarrosh , Klaus Blasquiz, Luc Bertin, Claude Langlois, Pascal Mikaelian, Manu Galvin, Laurent de Gaspéris, Jean-Loup Longnon, Jean Gobinet, Christian Martinez, Pierre Mimran, Thierry Farrugia, Didier Havet
- Mardi Gras : Détachez vos ceintures! (introduction) (Jacques Mercier - Coketale) / Congo square (Jacques Mercier - Sonny Landreth) / La tchatche (Laurent Cokelaere - Hank Thompson - Rodney Lay) / The Duck (interlude n° 1) (Laurent Cokelaere) / Mardi gras toute la journée (Jacques Mercier - Dr John) / Voodoo (Laurent Cokelaere - Neville Brothers) / Bicoke (Laurent Cokelaere) / Tchoo tchoo (Jacques Mercier - Arnaud Dunoyer de Segonzac) / Down by the riverside (interlude n° 2) (Traditionnel) / Pas compliqué (Jacques Mercier - Philippe Drouillard) / Pas belle la vie? (Laurent Cokelaere) / Charlie et le docteur (Laurent Cokelaere) / La nonne (Jacques Mercier - Minnie McCoy - Joe McCoy) / Qu’il pleuve (Jacques Mercier - Jérôme Guéguen) / Mardi gras encore! (interlude n° 3) (Jacques Mercier - Dr John) / Laisse ma bouteille (Jacques Mercier - Laurent Cokelaere) / Un monde meilleur (Laurent Cokelaere - Link Wray) / Rentré chez moi (Gilles Douïeb - Arnaud Dunoyer de Segonzac) CD Bluestack BS 004 (1999)

### Captain Mercier # 2
- Musiciens : Jacques Mercier, Gilles Douieb, Benoît Sourisse, Philippe Sellam, Damien Verherve, Claude Egéa, Serge Adam, Umberto Pagnini, Jean-Pierre Taïeb, Jean-Marie Marrier
- Rhythm 'N' Blues : Cardiac party (Max Gronental - J. Mercier) / Rhythm' n' blouses (B. Sourisse - J.-M. Marrier) / I want you to be my woman (J.-P. Taieb - J.-M. Marrier) / You got to be cool (G. Douieb) / Red wine (D. Venhervé - J.-M. Marrier) / I don't care (D. Venhervé - J. Mercier) / Night club (Stephen Kupka - Emilio Castillo - David Garibaldi) / Jalouse (G. Douieb - J. Mercier) / Serial tower (G. Douieb) / To love somebody (J.-P. Taieb - Daniel Casimir) / In the beginning (J.-M. Marrier) CD Quoi de Neuf Docteur – DOC 008 (1994)
- Musiciens : Jacques Mercier, Gilles Douieb, Benoît Sourisse, Philippe Sellam, Damien Verherve, Claude Egéa, Serge Adam, Umberto Pagnini, Jean-Pierre Taïeb
- Rhythm & Soul Vol 1 & 2 : Volume 1 : Rhythm N' Soul / Soul Power / His Famous Flame / Symbol Of Funk / Wind At My Feet / Band Together / Marmelade Jam / Blue Fedora / Blusey Minded // Volume 2 : Earth On Fire / Atlantic Liner / Like A Slot Machine / King Size / Mister Soulful / Way Above Average / Brown Is Brown / Chicago Shuffle / Formidable; 2 × CD Koka Media – KOK 2126 (1997)
- Musiciens : Jacques Mercier, Gilles Douieb, Benoît Sourisse, Philippe Sellam, Damien Verherve, Claude Egéa, Serge Adam, Umberto Pagnini, Richard Arame, Jean-Marie Marrier
- Rien Ne Sert De Souffrir : Rien ne sert de souffrir (G. Douieb) / Entre nous ça colle (J. Mercier - E. Castillo - S. Kupka - Chester Thompson) / Tout môme (G. Douieb - Captain Mercier) / Il faut la laisser faire (J.M. Marrier - D. Verherve) / Le phil du rasoir (P. Sellam) / Idéal masculin (U. Pagnini) / Soul Jack (G. Douieb) / Dormir tranquille (J.P. Taïeb) / Les pieds dans l'eau (B. Sourisse) / Il faut rester cool (J.M. Marrier - J.P. Taïeb) / Si c'est non (J. Mercier - J.P. Taïeb) / Rhythm n' blouses (J.M. Marrier - B. Sourisse) CD Bluestack BS 003 (1998)
- Musiciens : Jacques Mercier, Gilles Douieb, Benoît Sourisse, Philippe Sellam, Damien Verherve, Claude Egéa, Richard Arame, André Charlier, Jean Gobinet, Charly Mercier
- La Vie En Funk : La vie en funk (B. Sourisse - G Douieb) / Elle bouge (B. Sourisse - G. Douieb - J. Mercier) / Sauve qui peut (C. Mercier - J. Mercier) / Sacré Benoit (B. Sourisse - G. Douieb - U. Pagnini - A Charlier - J. Mercier) / Les moments perdus (G Douieb) / Le téléphone (C. Mercier - Marine Bercot) / Le coup du sort (G Douieb) / Cruel dilemme (G. Douieb) / Fait le phoque (P. Sellam) / C'qu'on écoute (C. Mercier - M. Bercot - J. Mercier) / Je travaille à la caisse (Harry Woods - James Campbell - Reginald Connelly - Richard Dewitte) CD Enzo Productions – ENZCD03 (2002)
- Musiciens : Jacques Mercier, Gilles Douieb, Benoît Sourisse, Philippe Sellam, Damien Verherve, Claude Egéa, Richard Arame, André Charlier, Jean Gobinet, Gilles Miton, Charly Mercier
- Yeah! : Les magazines / Mi j’sus com cha / Funky Mood (Je pourrais te dire) / Contretemps / Drôle d’histoire / Captain Express /  Mégalo / Otis / À sa place / Fait pour chanter / L’inventaire / Faut qu’on l’fait / Faut dire que ça roule; CD Enzo Productions – ENZ CD004 (2008)
- Musiciens : Jacques Mercier, Gilles Douieb, Benoît Sourisse, Claude Egéa, Richard Arame, André Charlier, Gilles Miton, Christophe Negre
- Groovin' 60's : Dynamite Boogaloo / Motor City Express / Lava Boogie / Sassy Sally / Street Buzz /  Fancy Funk / Cool Dude / Do The Glob / Into The Night / Feel Good Funk / Do The Chicken / Tribal Funk / Memphis Train (Tous les titres sont signés Gilles Douieb et Jacques Mercier) CD Galerie – GAL 86 (2009)

### Collaborations

#### Philippe Lhommet
- 1987 : Horizons : Après La Mousson / Horizons Lointains / Plaines Oubliées / Grands Oiseaux Sur La Mer / Sources Profondes / Le Lac Gelé / Envol / Alizés / Longues Terres / Landes 33 tours Musique Cinéma Télévision MCT 104
- 1988 : Jingles For Ever 50's 60's 70's : Viva Cha Cha / Apollo Night / Um Papa Twist / Cat Fever / Paparazzi / Road Roller / Rumba Casino / Back To Memphis / Blue Shadow / English Beat / Big Bass Line / Motor Town / Square Guitar Man / Beatnik Blues / Bananas / Back To Bach / Doorway / Rosy Complexion CD Koka Media – KOK 2015
- 1990 : Week-End : Dry Bianco / Tijuana Stroll / Grand Tourisme / Honky Piano / Palmetto CD  Koka Media – KOK 2036
- 1991 : Cinenostalgia : La Manivelle / Pour François / La Chiave A Stella / Alt Berlin / La Fine Equipe / Une Ile / Paris 45 / Brumes Et Armures / Rag And Bones / Dopo La Guerra / La Chambre Bleue / Mia Zia / Cinenostalgia / Marquise / Margot / Mousquetaire / Mon Ami Pierrot / La Pianiste Du Normandy / Ashram / Une Ile 2 / Une Ile 3 / Canal St Martin / Cinenostalgia 2 / Nocturne / Tramways / Tramways 2 / Le Retour De Manivelle CD Koka Media – KOK 2047
- 1991 : Jingles For Ever... Again : Soul Cooking / Grenadine / Milk Shake Time / Golden Syrup / Corn Flakes / Mungo Jelly / Ketchup / Honey Pop / Bubble Gum / Cotton Candy / Speedy Fingers / Lollipop / Koka Light / White Chocolate / Super Mac / Taco Taco CD Koka Media – KOK 2051
- 1992 : Golden Days 2 : Atlantic Coast / Rock N' Soul / Back To Mono / Blue Bay Grove / Maceo's Dance / Sonny Boy / Heart To Heart CD Koka Media – KOK 2062
- 1992 : Neo-Classical : Neo-Classical / Fugato / Blazon / Stakatovist / Positive Energy / Héritage / Modern Strings / Noblesse Oblige / Fugace / Computer Line / Punchinello / Endless / Socio Map 2 / Neo-Classical 2 CD Koka Media – KOK 2066
- 1993 : Soft Energy : Wind Mill / Wood Work / Stone Age / Glass Master CD Koka Media – KOK 2074
- 1993 : Los Exoticos : Holidays In Acapulco / Pareo / Los Exoticos / Riviera Nostalgia / Tropical Island / Jasmina / Cuba Libre / Copacabana Sunrise / Paso A Paso / La Baguette Impériale / Fiesta Gitana / Melina / Viva Cha Cha / Fekoulelo / Pikinito Tango / Lambadeira / Rumba Casino / Latino Paradiso CD Koka Media – KOK 2079
- 1996 : Jingles For Ever Back To The 70's : Alligator Stomp / Glam Love / Back To The 70's / Rainbow Colours / Dance For Ever / Mango Chutney / Softly / Transit / Dad's Soul / Once Upon A Time / Yellow Water / Sweet Times / Jamaica Sun / Sempre L'Amore / Esmeralda / Falling In Love / California Bound / Diner In America / Cosmic Cake CD Koka Media – KOK 2113
- 1997 : Comedia : La Vespa Rosa / Monsieur Charles / The Homemaker / Panama Cha Cha / Animals On Parade / Tonton Léon / Roma Termini / The Sporty Kings / Les Gendarmes En Vacances / La Ballada Di Periferia / The Toy Circus / Deauville 1920 / Magic Kitchen / Les Beaux Dimanches / Comedia / La Farandola / Ballerina / Elephant March / Our Man X / Saltarello Musiciens : Umberto Pagnini, Philippe Sellam, Damien Verherve, Claude Egéa, Patrick Tillman; CD Koka Media – KOK 2125

#### Chris Lancry
- 1998 : Road Stories : Call Of The Highway / Howling / West Of Eden / Louisiana Swamp / Grand Canyon / Last Chance / Saloon / Beat Generation / Footloose Express / Indian Summer / South Of The Border / Chevy Shuffle / Waltzing Laura Bell / Road Stories / Tale Of A Hobo / On The Road / Railroad Vagabond / Jumpin' A Freight Train / Autumn In Blue / Passin' The Hat / Chewin' The Fat / Way Back Home Musiciens : Laurent Cokelaere, Pascal 'Bako' Mikaélian, Gilles Michel, Christophe Gallizio, Dany Vriet, Mick Larie, Nicolas Montazaud, Luc Bertin, Erick Séva, Thierry Farrugia, Fabien Haimovici; CD Koka Media – KOK 2154

#### Gilbert Einaudi
- 2000 : Paris Nostalgie : Paris Nostalgie / Le Ciné A Papa / 14 juillet / Sport Dimanche / La Seine / Sur Les Bateaux-Mouche / Au Balajo / El Nostalgico / Les Beaux Quartiers / Dimanche Aux Puces / Les Grandes Vacances / Tour De France 47 / Le Kiosque A Musique / Place Pigalle / Les Chevaux De Bois / Rue Montmartre CD Koka Media – KOK 2176

### Participations en tant qu'accompagnateur
- 1975 : Marcel Dadi And Friends : Country Show / Live A L'Olympia, 33 tours Transatlantic Records – TRA 89.527
- 1977 : Alain Dayan : Le Chemin De La Mer, 33 tours Barclay – 900.538
- 1977 : Gilbert Einaudi : Einaudi, 33 tours Gratte-Ciel – ZL 37023
- 1978 : Gilbert Einaudi : J'Fais Des Chansons Drôles, 33 tours Barclay – 90208
- 1979 : Johnny Hallyday : Pavillon De Paris, 2 x 33 tours Philips – 6681 011
- 1979 : Gwendal : 4 : Le Reggae Gai De Guéret, 33 tours Pathé – 2C 068-14841
- 1979 : Richard Gotainer : Poil À La Pub : Jacques Mercier : Banga / Jacques Mercier et Hélène Darde : Francine, 33 tours Virgin – 70311, publié en 1985
- 1980 : Les Misérables : Dites-Moi Ce Qui Se Passe / Fantine Et Monsieur Madeleine / Demain / Ce N'Est Rien / Noir Ou Blanc, 2 x 33 tours Trema – 310 086/087
- 1980 : Vince Taylor : Luv : Money, Honey / You'll Never Walk Alone / Danny / I'm Movin' On / Crawfish / Milk Cow Blues, 33 tours Big Beat Records – BBR 0004
- 1981 : Chris Evans : Ma Pin Up Est Une Grosse Truie / Rockin' Country / Dur Travaille Dur / Kaw-Liga, 45 tours Big Beat Records – BBR 0014
- 1981 : Gilbert Einaudi : Ni Queue Ni Tête, 33 tours Barclay – 91.082
- 1982 : Les Chats Sauvages : Les Chats Sauvages 82 - avec Dick Rivers, 33 tours RCA – PL 37570
- 1983 : Les Alligators : Ca Cogne / Du Blues Dans L'Rock'N'Roll, 45 tours Big Beat Records – BBR 1722
- 1983 : Jacky Chalard : Marathon Danse / Rockabilly Blues, 45 tours Pathé Marconi EMI – 2C 008 65126
- 1983 : Véronique Sanson : Véronique Sanson En Concert : Le Temps Est Assassin / Avec Un Homme Comme Toi, 45 tours Elektra – 24 9520-7
- 1984 : Hubert-Félix Thiéfaine et Claude Mairet : Alambic/Sortie-Sud, 33 tours Masq / Sterne – STE 26517
- 1986 : Véronique Sanson : L'Olympia 1985, 33 tours Elektra – 240 914-1
- 1988 : Véronique Sanson : Moi, Le Venin : Un Peu d'Air Pur, Et Hop / Paranoïa / Le Désir, 33 Tours WEA – 244 627-1
- 1988 : Véronique Sanson : Allah, Maxi CD Single WEA – 247 248-2
- 1990 : Vincent Absil : Bonne Question, CD Auvidis Tempo – A 6157
- 1990 : Benoit Blue Boy Et Les Tortilleurs : Sur Tes Traces, 45 tours La Lichère – LLL 45/07
- 1990 : Benoit Blue Boy Et Les Tortilleurs : Parlez-Vous Français ? CD La Lichère – LLL 87
- 1990 : Patricia Kaas : Scène De Vie : Regarde Les Riches, CD CBS – 466746 2
- 1991 : Patricia Kaas : Carnets De Scène, 2 x CD Columbia – COL 469180-2
- 1991 : Gérard Blanc : Un Jour Avant Toi / Aime, CD Maxi-Single EMI France – 173760 2
- 1991 : Riccardo Cocciante : Cocciante, 33 tours Virgin – 211 669-8
- 1991 : Quoi De Neuf Docteur : Le Retour : Dis moi Hubert, CD Auto-production Quoi De Neuf Docteur – DOC 02
- 1993 : Thierry Hazard : Où Sont Passés Les Beatniks ? : Le Vagabond, CD Columbia – COL 474582 2
- 1993 : Anne Meson-Poliakoff : Mon Plus Beau Rêve CD Walt Disney Records – WDR 33515 - 2
- 1993 : Sacha Distel : Sacha Distel Et Ses Collégiens Jouent Ray Ventura, CD Carrere Music – 4509-92649-2
- 1994 : Clémence Lhomme : Pigeon Vole / Dude CD Columbia/Sony Music  – COL 477747-2
- 1994 : Otto : Mon Pied Sur Une Chaise, CD Produits Spéciaux – R'N'D 01
- 1995 : Alain Souchon : Défoule Sentimentale, 2 x CD Virgin – 7243 8 410310 1
- 1995 : Dorothée : Bonheur City CD AB Disques – AB 0539 2
- 1996 : Henri Salvador : Casino De Paris, CD TriStar Music – TSR 483607-2
- 1996 : Vincent Absil : Le Train De Minuit - Live, CD  Vam – VAM 001
- 1996 : Jean-Jacques Milteau : ...Merci D'être Venus, CD Odeon – 853 432 2
- 1998 : Pocahontas : Une légende indienne : Des Sauvages, CD Walt Disney Records – WDR 35481
- 2000 : Les Mille et Une Vies d'Ali Baba : Y'En Aura Pour Tout Le Monde, CD Universal/Mercury 542 251-2

### Productions
- 1978 : Gilbert Einaudi : J'Fais Des Chansons Drôles, 33 tours Barclay – 90208
- 1982 : Les Chats Sauvages : Les Chats Sauvages 1982 - avec Dick Rivers, 33 tours RCA – PL 37570

### Auteur pour d'autres interprètes
- 1974 : Gomina : Quand j'vais au ciné chanté par Étienne Chicot (J. Mercier) / Je l'attends chanté par Clarisse Weber (François Wertheimer - J. Mercier) / Bubble bubble gum rock chanté par Gérard Chambre (F. Wertheimer - J. Mercier) / Batterie, guitare et Rock'n Roll chanté par la troupe (F. Wertheimer - J. Mercier) / Y'aura du noir chanté par Yvonne Mestre & G. Chambre (F. Wertheimer - J. Mercier) / Twist des copains chanté par Miguel Gonzales (F. Wertheimer - J. Mercier) / Twist des mariés chanté par Y. Mestre & G. Chambre (F. Wertheimer - J. Mercier) / Retronomatopeerock chanté par Y. Mestre ( J. Mercier) / Comme Rocky chanté par M. Gonzalès (F. Wertheimer - Alain Suzan - J. Mercier) / Rends-moi l'amour chanté par G. Chambre (F. Wertheimer - J. Mercier), 33 tours Philips – 6325 174
- 1974 : Gilbert Deflez : Si je t'offrais une branche d'amour ? (La Mandragore) (Gilbert Deflez - Jacques Mercier), 33 tours Pathé Marconi/EMI – 2C066-12970
- 1974 : Nicole Croisille : Partir (Jacques Mercier - Michel Renard), 33 tours Spot/Sonopresse – ST 69618
- 1976 : Willy Cat : La souris cha-cha (Jacques Mercier - Gilbert Einaudi), 45 tours Pathé Marconi/EMI – 2C 010-14299
- 1977 : The Singin' Fools : Love Is A Beautiful Thing (Jacques Mercier), 45 tours Pathé Marconi/EMI – 2C 006-14508
- 1978 : Mauve : Amour parti, parti (Etienne Chicot - Jacques Mercier), 45 tours Pathé Marconi/EMI – 2C 008-14601
- 1981 : Serge Koolenn :  Paris-Hollywood (Serge Koolenn - Jacques Mercier) / Neige sur la riviére (Serge Koolenn - Jacques Mercier), 33 tours Mouche/Carrère 67 782
- 1982 : Les Chats Sauvages : Nous deux (Thierry Séchan - Philippe Lhommet - Jacques Mercier) / Je fais du rock (Thierry Séchan - Philippe Lhommet - Jacques Mercier), 33 tours RCA – PL 37570
- 1983 : Tina Provenzano : Witchcraft Love (Tina Provenzano - Richard Dewitte - Jacques Mercier), 45 tours Carrere CA 13.273
- 1983 : René Joly : Femme (Jacques Mercier), CD Carrere 96874